# Beknaz Almazbekov
Beknaz Almazbekov (Kirgizisch: Бекназ Алмазбеков) (Bisjkek, Kirgizië, 23 juni 2005) is een Kirgizische voetballer die doorgaans als aanvaller speelt. In 2022 maakte hij zijn debuut voor Kirgizië.

## Clubcarrière
Beknaz is geboren in de hoofdstad van Kirgizië en was daar actief in de jeugdopleiding van Alga Bisjkek. In 2017 verhuisde hij met zijn familie naar Turkije omdat zijn broer daar studeerde.
Eenmaal in Turkije werd hij gescout door de jeugdopleiding van Galatasaray. Hij haalde internationale media door het opzettelijk missen na een controversiële penalty-beslissing. Hierop kreeg hij de FairPlay-prijs van de Boğaziçi Universiteit. In 2020 werd hij door de AFC een van de beste voetballers van Centraal-Azië genoemd.
Bij Galatasaray wist hij echter nooit een plek te krijgen in het eerste. In de zomer van 2024 maakte hij een transfer naar het Kosovaarse KF Llapi.

## Interlandcarrière
Op 11 juni 2022 maakte hij zijn debuut voor het Kirgizisch voetbalelftal tegen Myanmar.